# 스키마스위치
스키마스위치(일본어: スキマスイッチ, 영어: Sukima Switch)는 일본의 아이치현 출신의 가수 2명이 결성한 남자 듀오이다.

## 개략
1999년 결성하여, 2003년 7월 9일 싱글 "view"로 데뷔했다. 대표곡은 "奏(かなで)"(연주), "全力少年"(전력 소년) 등이다. 성선임의 "あすなろ銀河"도 작곡했다.
2008년에는 오하시는 솔로 가수로, 도키타는 편곡가로 각자 솔로활동을 펼쳤다.
결성 10주년을 맞이하는 2009년에는 다시 스키마스위치로 활동을 시작했다.

## 구성원
- 오하시 다쿠야(大橋 卓弥, 1978년 5월 9일 - ) : 보컬, 기타
- 도키타 신타로(常田 真太郎, 1978년 2월 25일 - ) : 피아노, 코러스

## 작품 목록

### 싱글 앨범
| 제목               | 원제                                                 | 발매일           |
| ------------------ | ---------------------------------------------------- | ---------------- |
| view               | -                                                    | 2003년 7월 9일   |
| 연주               | 奏(かなで) 가나데[*]                                 | 2004년 3월 10일  |
| 만져봐 미래를      | ふれて未来を 후레테 미라이오[*]                      | 2004년 6월 16일  |
| 겨울의 휘파람      | 冬の口笛 후유노 구치부에[*]                          | 2004년 11월 24일 |
| 전력소년           | 全力少年 젠료쿠쇼넨[*]                               | 2005년 4월 20일  |
| 비를 기다리는 바람 | 雨待ち風 아메마치 카제[*]                            | 2005년 6월 22일  |
| 나의 노트          | ボクノート 보쿠노토[*]                               | 2006년 3월 1일   |
| 과라나             | ガラナ 가라나[*]                                     | 2006년 8월 16일  |
| 새벽의 노래        | アカツキの詩 아카쓰키노 우타[*]                      | 2006년 11월 22일 |
| 마린 스노우        | マリンスノウ 마린스노[*]                             | 2007년 7월 11일  |
| 무지개의 레시피    | 虹のレシピ 니지노 레시피[*]                          | 2009년 5월 20일  |
| 골든 타임 러버     | ゴールデンタイムラバー 고루덴타이무라바[*]           | 2009년 10월 14일 |
| 아이스크림 증후군  | アイスクリーム シンドローム 아이스크리무 신도로무[*] | 2010년 7월 7일   |
| 마지막 날          | さいごのひ 사이고노 히[*]                            | 2011년 1월 26일  |
| 맑음때때로 흐림    | 晴ときどき曇 ***[*]                                  | 2011년 9월 14일  |
| 라스트 신          | ラストシーン ***[*]                                  | 2012년 6월 27일  |
| 유레카             | ユリーカ ***[*]                                      | 2012년 8월 8일   |
| 스칼렛             | スカーレット ***[*]                                  | 2013년 6월 19일  |
| Hello Especially   | Hello Especially ***[*]                              | 2013년 7월 31일  |
| Ah Yeah!!          | Ah Yeah!! ***[*]                                     | 2014년 7월 23일  |

### 정규 앨범
| 제목               | 원제                                  | 발매일           |
| ------------------ | ------------------------------------- | ---------------- |
| 여름 구름 노이즈   | 夏雲ノイズ 나쓰구모 노이즈[*]         | 2004년 6월 23일  |
| 하늘을 만드는 클립 | 空創クリップ 구소 쿠릿푸[*]           | 2005년 7월 20일  |
| 저녁 바람 블렌드   | 夕風ブレンド 유카제 부렌도[*]         | 2006년 11월 29일 |
| 나유타와 불가사의  | ナユタとフカシギ 나유타토 후카시기[*] | 2009년 11월 4일  |
| 뮤지엄             | MUSIUM [*]                            | 2011년 10월 5일  |

### 미니 앨범
| 제목          | 원제                    | 발매일          |
| ------------- | ----------------------- | --------------- |
| 그대의 이야기 | 君の話 기미노 하나시[*] | 2003년 9월 17일 |

### 베스트 앨범
| 제목              | 원제                                     | 발매일         |
| ----------------- | ---------------------------------------- | -------------- |
| 그레이티스트 히츠 | グレイテスト･ヒッツ 구레이테스토･힛쓰[*] | 2007년 8월 1일 |